# Jarosław Pawluk
Jarosław Pawluk (* 8. Juli 1961) ist ein polnischer Unternehmer und Investor, der vorwiegend in der Schienenverkehrsindustrie tätig ist und zu den reichsten Polen gezählt wird. Sein Vermögen wurde in der jährlich aktualisierten Reichen-Liste der polnischen Ausgabe der Zeitschrift Forbes im Jahr 2013 auf rund 400 Millionen Euro geschätzt, womit er den 13. Platz dieser Liste belegte.
1992 gründete Pawluk CTL Logistics und 2007 verkaufte er sein Unternehmen an Bridgepoint Capital.
Im Februar 2010 erwarb Pawluk das polnische Unternehmen Kolbet aus Suwałki und firmierte es in Track Tec um. Kolbet hatte im Jahr 2008 einen Wettbewerber, die Wytwórnia Podkładów Strunobetonowych S.A. (WPS) aus dem niederschlesischen Goczałków im Powiat Świdnicki übernommen und war in finanzielle Schwierigkeiten geraten. Im Folgejahr kaufte Pawluk im Rahmen eines Privatisierungsprogramms einen weiteren Bahninfrastrukturproduzenten, die  KolTram Sp. z o.o. und integrierte diese Gesellschaft in Track Tec. Der Kaufpreis für beide Unternehmen wurde auf 130 Millionen Złoty geschätzt. Track Tec bietet Spannbetonschwellen, Weichen und Schienen für Eisenbahn- sowie Straßenbahngleisanlagen an. Nach Ansicht von Analysten plant Pawluk mit seinem Einstieg in die Bahnanlagentechnik – wie vorher schon im Bahngüterverkehr – durch moderne Fertigungs- und Vertriebsstrukturen mehr Wettbewerb in einen bislang weitgehend monopolisierten Sektor zu bringen. Pawluks Frau Katarzyna ist für das Marketing von Track Tec verantwortlich.
Außerdem investiert Pawluk in erneuerbare Energien.